# طواف قطر 2012
طواف قطر 2012 هو سباق دراجات هوائية، وهو الموسم رقم 11 من السباق، وأقيم خلال الفترة 5 فبراير 2012، وحتى 10 فبراير 2012، وامتدّ لمسافة 724.3 كيلومتر، وهو أحد سباقات طواف آسيا للدراجات 2011-12، وهو من نوع سباق المرحلة.
فاز فيه بالمركز الأول توم بونن، وبالمركز الثاني تايلر فارار، وبالمركز الثالث خوان أنطونيو فليتشا، والفائز في ترتيب النقاط توم بونن، والفائز حسب ترتيب النقاط للشباب راموناس نافاردوساكاس.

## الفرق
| فرق برو (11)- BMC Racing Team - FDJ-BigMat - Garmin-Barracuda - GreenEDGE - Katusha Team - Lampre-ISD - Lotto-Belisol - Omega Pharma-Quick Step - Rabobank - RadioShack-Nissan - Sky فرق قارية محترفة (3)- Champion System ‏ - ويلير تريستينا-سيل إيطاليا ‏ - Project 1t4i فرق قارية (2)- Team Bridgestone Cycling ‏ - RTS–Monton Racing Team ‏ |  |
| |  |

## المراحل
| قائمة المراحل | قائمة المراحل | قائمة المراحل                         | قائمة المراحل               | قائمة المراحل | قائمة المراحل    | قائمة المراحل |
| المرحلة       | التاريخ       | الدورة                                |                             | المسافة (كم)  | الفائز بالمرحلة  | القائد العام  |
| ------------- | ------------- | ------------------------------------- | --------------------------- | ------------- | ---------------- | ------------- |
| مرحلة 1       | 5 فبراير      | برج برزان – نادي الدوحة للغولف        | مرحلة مستوية                | 142٫5         | توم بونن         | توم بونن      |
| مرحلة 2       | 6 فبراير      | لوسيل – لوسيل                         | سباق الطريق ضد الساعة للفرق | 11٫3          | Garmin-Barracuda | توم بونن      |
| مرحلة 3       | 7 فبراير      | حقل دخان – استاد ثاني بن جاسم         | مرحلة مستوية                | 146٫5         | مارك كافنديش     | توم بونن      |
| مرحلة 4       | 8 فبراير      | Al Thakhira ‏ – مدينة الشمال           | مرحلة مستوية                | 144           | توم بونن         | توم بونن      |
| مرحلة 5       | 9 فبراير      | Camel Race Track ‏ – Al Khor Corniche ‏ | مرحلة مستوية                | 160           | مارك كافنديش     | توم بونن      |
| مرحلة 6       | 10 فبراير     | Sealine Beach Resort ‏ – كورنيش الدوحة | مرحلة مستوية                | 120           | ارنو ديمار       | توم بونن      |

## النتيجة

### مرحلة 1
هي مرحلة مسطحة، أجريت في 5 فبراير 2012، وامتدّت لمسافة 142.5 كيلومتر فاز بالمرحلة توم بونن، ومتصدر الترتيب العام في نهاية المرحلة توم بونن.
| التصنيف العام | التصنيف العام      | التصنيف العام    | التصنيف العام             | التصنيف العام     |  |
| العداء        | العداء             | البلد            | الفريق                    | الوقت             |  |
| ------------- | ------------------ | ---------------- | ------------------------- | ----------------- |  |
| 1             | توم بونن           | بلجيكا           | Omega Pharma - Quick Step | 3 س 11 دقيقة 22 ث |  |
| 2             | أدم بليث           | المملكة المتحدة  | بي إم سي راسينغ           | + 4 ث             |  |
| 3             | بيتر ساغان         | سلوفاكيا         | Liquigas-Cannondale       | + 6 ث             |  |
| 4             | تايلر فارار        | الولايات المتحدة | Garmin-Barracuda          | + 7 ث             |  |
| 5             | آدم هانسن          | أستراليا         | Lotto-Belisol             | + 7 ث             |  |
| 6             | Davide Appollonio ‏ | إيطاليا          | سكاي                      | + 8 ث             |  |
| 7             | ماركو هالر         | النمسا           | كاتيوشا                   | + 8 ث             |  |
| 8             | مارك رينشو         | أستراليا         | Rabobank                  | + 9 ث             |  |
| 9             | نيكولاس مايس       | بلجيكا           | Omega Pharma - Quick Step | + 9 ث             |  |
| 10            | دانيال أوس         | إيطاليا          | Liquigas-Cannondale       | + 10 ث            |  |

### مرحلة 2
هي مرحلة من نوع سباق الطريق ضد الساعة للفرق، أجريت في 6 فبراير 2012، وامتدّت لمسافة 11.3 كيلومتر فاز بالمرحلة 2012 Garmin–Sharp season ‏، ومتصدر الترتيب العام في نهاية المرحلة توم بونن.
| التصنيف العام | التصنيف العام             | التصنيف العام    | التصنيف العام             | التصنيف العام     |  |
| العداء        | العداء                    | البلد            | الفريق                    | الوقت             |  |
| ------------- | ------------------------- | ---------------- | ------------------------- | ----------------- |  |
| 1             | توم بونن                  | بلجيكا           | Omega Pharma - Quick Step | 3 س 24 دقيقة 07 ث |  |
| 2             | تايلر فارار               | الولايات المتحدة | Garmin-Barracuda          | + 0 ث             |  |
| 3             | يوهان فانسومرن            | بلجيكا           | Garmin-Barracuda          | + 3 ث             |  |
| 4             | راموناس نافاردوساكاس      | ليتوانيا         | Garmin-Barracuda          | + 3 ث             |  |
| 5             | توماس ديكر                | هولندا           | Garmin-Barracuda          | + 3 ث             |  |
| 6             | روبرت هنتر                | جنوب أفريقيا     | Garmin-Barracuda          | + 3 ث             |  |
| 7             | Davide Appollonio ‏        | إيطاليا          | سكاي                      | + 10 ث            |  |
| 8             | Francesco Chicchi ‏        | إيطاليا          | Omega Pharma - Quick Step | + 10 ث            |  |
| 9             | جيرت ستيجماس              | بلجيكا           | Omega Pharma - Quick Step | + 10 ث            |  |
| 10            | Guillaume Van Keirsbulck ‏ | بلجيكا           | Omega Pharma - Quick Step | + 10 ث            |  |

### مرحلة 3
هي مرحلة مسطحة، أجريت في 7 فبراير 2012، وامتدّت لمسافة 146.5 كيلومتر فاز بالمرحلة مارك كافنديش، ومتصدر الترتيب العام في نهاية المرحلة توم بونن.
| التصنيف العام | التصنيف العام    | التصنيف العام    | التصنيف العام             | التصنيف العام     |  |
| العداء        | العداء           | البلد            | الفريق                    | الوقت             |  |
| ------------- | ---------------- | ---------------- | ------------------------- | ----------------- |  |
| 1             | توم بونن         | بلجيكا           | Omega Pharma - Quick Step | 6 س 47 دقيقة 49 ث |  |
| 2             | تايلر فارار      | الولايات المتحدة | Garmin-Barracuda          | + 6 ث             |  |
| 3             | مارك كافنديش     | المملكة المتحدة  | سكاي                      | + 8 ث             |  |
| 4             | يوهان فانسومرن   | بلجيكا           | Garmin-Barracuda          | + 12 ث            |  |
| 5             | توماس ديكر       | هولندا           | Garmin-Barracuda          | + 12 ث            |  |
| 6             | روبرت هنتر       | جنوب أفريقيا     | Garmin-Barracuda          | + 12 ث            |  |
| 7             | ميخائيل إيغناتيف | روسيا            | كاتيوشا                   | + 17 ث            |  |
| 8             | برنارد إيسل      | النمسا           | سكاي                      | + 18 ث            |  |
| 9             | روديجر سليج      | ألمانيا          | كاتيوشا                   | + 18 ث            |  |
| 10            | أدم بليث         | المملكة المتحدة  | بي إم سي راسينغ           | + 19 ث            |  |

### مرحلة 4
هي مرحلة مسطحة، أجريت في 8 فبراير 2012، وامتدّت لمسافة 144 كيلومتر فاز بالمرحلة توم بونن، ومتصدر الترتيب العام في نهاية المرحلة توم بونن.
| التصنيف العام | التصنيف العام        | التصنيف العام    | التصنيف العام             | التصنيف العام     |  |
| العداء        | العداء               | البلد            | الفريق                    | الوقت             |  |
| ------------- | -------------------- | ---------------- | ------------------------- | ----------------- |  |
| 1             | توم بونن             | بلجيكا           | Omega Pharma - Quick Step | 9 س 50 دقيقة 50 ث |  |
| 2             | تايلر فارار          | الولايات المتحدة | Garmin-Barracuda          | + 31 ث            |  |
| 3             | خوان أنطونيو فليتشا  | إسبانيا          | سكاي                      | + 34 ث            |  |
| 4             | جيرت ستيجماس         | بلجيكا           | Omega Pharma - Quick Step | + 36 ث            |  |
| 5             | برنارد إيسل          | النمسا           | سكاي                      | + 45 ث            |  |
| 6             | Tom Veelers ‏         | هولندا           | Project 1t4i              | + 1 دقيقة 00 ث    |  |
| 7             | فابيان كانسيليرا     | سويسرا           | RadioShack-Nissan         | + 1 دقيقة 06 ث    |  |
| 8             | راموناس نافاردوساكاس | ليتوانيا         | Garmin-Barracuda          | + 1 دقيقة 09 ث    |  |
| 9             | Aidis Kruopis ‏       | ليتوانيا         | GreenEDGE                 | + 1 دقيقة 10 ث    |  |
| 10            | أدم بليث             | المملكة المتحدة  | بي إم سي راسينغ           | + 1 دقيقة 14 ث    |  |

### مرحلة 5
هي مرحلة مسطحة، أجريت في 9 فبراير 2012، وامتدّت لمسافة 160 كيلومتر فاز بالمرحلة مارك كافنديش، ومتصدر الترتيب العام في نهاية المرحلة توم بونن.
| التصنيف العام | التصنيف العام        | التصنيف العام    | التصنيف العام             | التصنيف العام      |  |
| العداء        | العداء               | البلد            | الفريق                    | الوقت              |  |
| ------------- | -------------------- | ---------------- | ------------------------- | ------------------ |  |
| 1             | توم بونن             | بلجيكا           | Omega Pharma - Quick Step | 13 س 21 دقيقة 30 ث |  |
| 2             | تايلر فارار          | الولايات المتحدة | Garmin-Barracuda          | + 31 ث             |  |
| 3             | خوان أنطونيو فليتشا  | إسبانيا          | سكاي                      | + 34 ث             |  |
| 4             | جيرت ستيجماس         | بلجيكا           | Omega Pharma - Quick Step | + 36 ث             |  |
| 5             | برنارد إيسل          | النمسا           | سكاي                      | + 45 ث             |  |
| 6             | Tom Veelers ‏         | هولندا           | Project 1t4i              | + 1 دقيقة 00 ث     |  |
| 7             | مارك كافنديش         | المملكة المتحدة  | سكاي                      | + 1 دقيقة 05 ث     |  |
| 8             | فابيان كانسيليرا     | سويسرا           | RadioShack-Nissan         | + 1 دقيقة 06 ث     |  |
| 9             | راموناس نافاردوساكاس | ليتوانيا         | Garmin-Barracuda          | + 1 دقيقة 09 ث     |  |
| 10            | Aidis Kruopis ‏       | ليتوانيا         | GreenEDGE                 | + 1 دقيقة 10 ث     |  |

### مرحلة 6
هي مرحلة مسطحة، أجريت في 10 فبراير 2012، وامتدّت لمسافة 120 كيلومتر فاز بالمرحلة ارنو ديمار، ومتصدر الترتيب العام في نهاية المرحلة توم بونن.
| التصنيف العام | التصنيف العام        | التصنيف العام    | التصنيف العام             | التصنيف العام      |  |
| العداء        | العداء               | البلد            | الفريق                    | الوقت              |  |
| ------------- | -------------------- | ---------------- | ------------------------- | ------------------ |  |
| 1             | توم بونن             | بلجيكا           | Omega Pharma - Quick Step | 15 س 42 دقيقة 14 ث |  |
| 2             | تايلر فارار          | الولايات المتحدة | Garmin-Barracuda          | + 28 ث             |  |
| 3             | خوان أنطونيو فليتشا  | إسبانيا          | سكاي                      | + 33 ث             |  |
| 4             | جيرت ستيجماس         | بلجيكا           | Omega Pharma - Quick Step | + 34 ث             |  |
| 5             | Tom Veelers ‏         | هولندا           | Project 1t4i              | + 1 دقيقة 00 ث     |  |
| 6             | مارك كافنديش         | المملكة المتحدة  | سكاي                      | + 1 دقيقة 05 ث     |  |
| 7             | فابيان كانسيليرا     | سويسرا           | RadioShack-Nissan         | + 1 دقيقة 06 ث     |  |
| 8             | راموناس نافاردوساكاس | ليتوانيا         | Garmin-Barracuda          | + 1 دقيقة 09 ث     |  |
| 9             | Aidis Kruopis ‏       | ليتوانيا         | GreenEDGE                 | + 1 دقيقة 10 ث     |  |
| 10            | أدم بليث             | المملكة المتحدة  | بي إم سي راسينغ           | + 1 دقيقة 14 ث     |  |

## التصنيف العام النهائي
| التصنيف العام         | التصنيف العام        | التصنيف العام    | التصنيف العام             | التصنيف العام     |
| الدراج                | الدراج               | البلد            | الفريق                    | الوقت             |
| --------------------- | -------------------- | ---------------- | ------------------------- | ----------------- |
| 1.                    | توم بونن             | بلجيكا           | Omega Pharma - Quick Step | 5 س 42 دقيقة 14 ث |
| 2.                    | تايلر فارار          | الولايات المتحدة | Garmin-Barracuda          | + 28 ث            |
| 3.                    | خوان أنطونيو فليتشا  | إسبانيا          | سكاي                      | + 33 ث            |
| 4.                    | جيرت ستيجماس         | بلجيكا           | Omega Pharma - Quick Step | + 34 ث            |
| 5.                    | Tom Veelers ‏         | هولندا           | Project 1t4i              | + 1 دقيقة 00 ث    |
| 6.                    | مارك كافنديش         | المملكة المتحدة  | سكاي                      | + 1 دقيقة 05 ث    |
| 7.                    | فابيان كانسيليرا     | سويسرا           | RadioShack-Nissan         | + 1 دقيقة 06 ث    |
| 8.                    | راموناس نافاردوساكاس | ليتوانيا         | Garmin-Barracuda          | + 1 دقيقة 09 ث    |
| 9.                    | Aidis Kruopis ‏       | ليتوانيا         | GreenEDGE                 | + 1 دقيقة 10 ث    |
| 10.                   | أدم بليث             | المملكة المتحدة  | بي إم سي راسينغ           | + 1 دقيقة 14 ث    |
| مصدر: ProCyclingStats |                      |                  |                           |                   |

### تصنيف النقاط
| تصنيف النقاط          | تصنيف النقاط | تصنيف النقاط     | تصنيف النقاط              | تصنيف النقاط |
| الدراج                | الدراج       | البلد            | الفريق                    | الوقت        |
| --------------------- | ------------ | ---------------- | ------------------------- | ------------ |
| 1.                    | توم بونن     | بلجيكا           | Omega Pharma - Quick Step | 45 نقطة      |
| 2.                    | مارك كافنديش | المملكة المتحدة  | سكاي                      | 40 نقطة      |
| 3.                    | تايلر فارار  | الولايات المتحدة | Garmin-Barracuda          | 27 نقطة      |
| 4.                    | مارك رينشو   | أستراليا         | Rabobank                  | 22 نقطة      |
| 5.                    | دانيال أوس   | إيطاليا          | Liquigas-Cannondale       | 22 نقطة      |
| مصدر: ProCyclingStats |              |                  |                           |              |

## تصنيف الفرق

### الفرق حسب الوقت
| تصنيف الفرق حسب الوقت | تصنيف الفرق حسب الوقت     | تصنيف الفرق حسب الوقت | تصنيف الفرق حسب الوقت |
| الفريق                | الفريق                    | البلد                 | الوقت                 |
| --------------------- | ------------------------- | --------------------- | --------------------- |
| 1.                    | Omega Pharma - Quick Step | بلجيكا                | 46 س 43 دقيقة 00 ث    |
| 2.                    | سكاي                      | المملكة المتحدة       | + 34 ث                |
| 3.                    | Garmin-Barracuda          | الولايات المتحدة      | + 1 دقيقة 23 ث        |
| مصدر: ProCyclingStats |                           |                       |                       |

## تصانيف فرعية

### تصنيف أفضل شاب
| تصنيف أفضل شاب        | تصنيف أفضل شاب            | تصنيف أفضل شاب  | تصنيف أفضل شاب            | تصنيف أفضل شاب     |
| الدراج                | الدراج                    | البلد           | الفريق                    | الوقت              |
| --------------------- | ------------------------- | --------------- | ------------------------- | ------------------ |
| 1.                    | راموناس نافاردوساكاس      | ليتوانيا        | Garmin-Barracuda          | 15 س 43 دقيقة 23 ث |
| 2.                    | أدم بليث                  | المملكة المتحدة | بي إم سي راسينغ           | + 5 ث              |
| 3.                    | توني قالوبا               | فرنسا           | RadioShack-Nissan         | + 22 ث             |
| 4.                    | جون ديجينكولب             | ألمانيا         | Project 1t4i              | + 31 ث             |
| 5.                    | روديجر سليج               | ألمانيا         | كاتيوشا                   | + 1 دقيقة 07 ث     |
| 6.                    | Guillaume Van Keirsbulck ‏ | بلجيكا          | Omega Pharma - Quick Step | + 1 دقيقة 08 ث     |
| 7.                    | رامون سينكلدام            | هولندا          | Project 1t4i              | + 1 دقيقة 18 ث     |
| 8.                    | دانيال أوس                | إيطاليا         | Liquigas-Cannondale       | + 1 دقيقة 43 ث     |
| 9.                    | ارنو ديمار                | فرنسا           | FDJ-BigMat                | + 1 دقيقة 49 ث     |
| 10.                   | جياكومو نيزولو            | إيطاليا         | RadioShack-Nissan         | + 1 دقيقة 50 ث     |
| مصدر: ProCyclingStats |                           |                 |                           |                    |

## وصلات خارجية
- الموقع الرسمي
- لمحة عن سباق طواف قطر 2012 على موقع  ProCyclingStats   (برو  سايكلنج  ستاتس) - إحصاءات  محترفي  الدراجات.
- طواف قطر 2012 على موقع إحصائيات الدراجات الإحترافية (الإنجليزية)